# Microdontia
Microdontia é a condição na qual dentes parecem menores do que o normal, que ser generalizada e envolver todos os dentes, ou localizada. Os dentes mais comumente afetados são os incisivos laterais superiores e terceiros molares.